# Castelo do Ovo

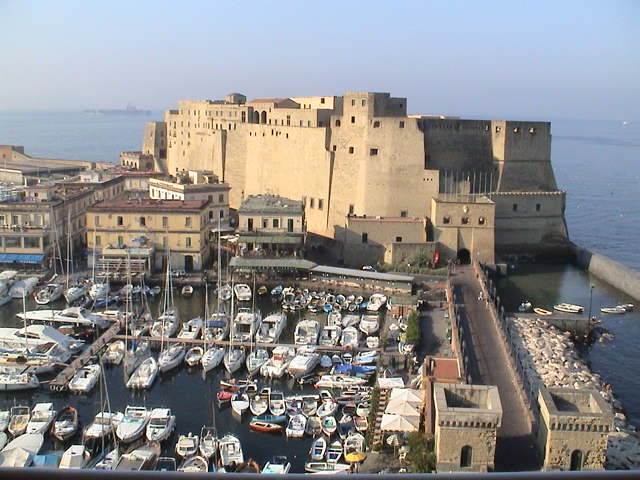
O Castelo do Ovo visto do Hotel Vesúvio

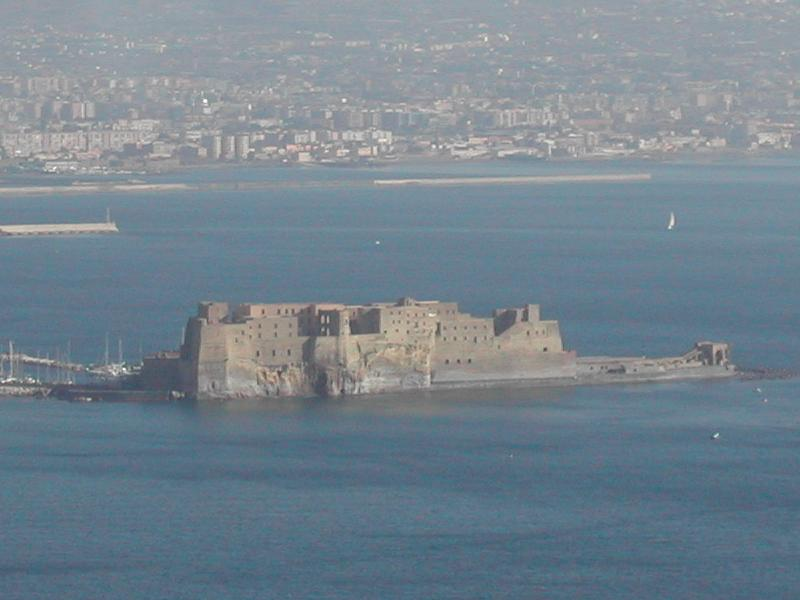
O Castelo do Ovo visto da Via Stazio

O Castelo do Ovo (em italiano, Castel dell'Ovo; em latim, Castrum Ovi) é o mais antigo castelo da cidade italiana de Nápoles depois do Castel Capuano, tendo desempenhado até o início do século XVI, as funções de palácio real dos soberanos de Nápoles. É um dos elementos que mais se destacam no célebre panorama do golfo de Nápoles, localizando-se no ilhéu de Megáride.
O seu nome deriva de uma antiga lenda, segundo a qual o poeta latino Virgílio - que na Idade Média também era considerado como um mago - escondeu no segredo do edifício um ovo mágico que manteria em pé toda a fortaleza. A sua quebra provocaria não só o colapso do castelo, mas também uma série de ruinosas catástrofes na cidade de Nápoles.

## História

### Megáride e o Castelo Luculano

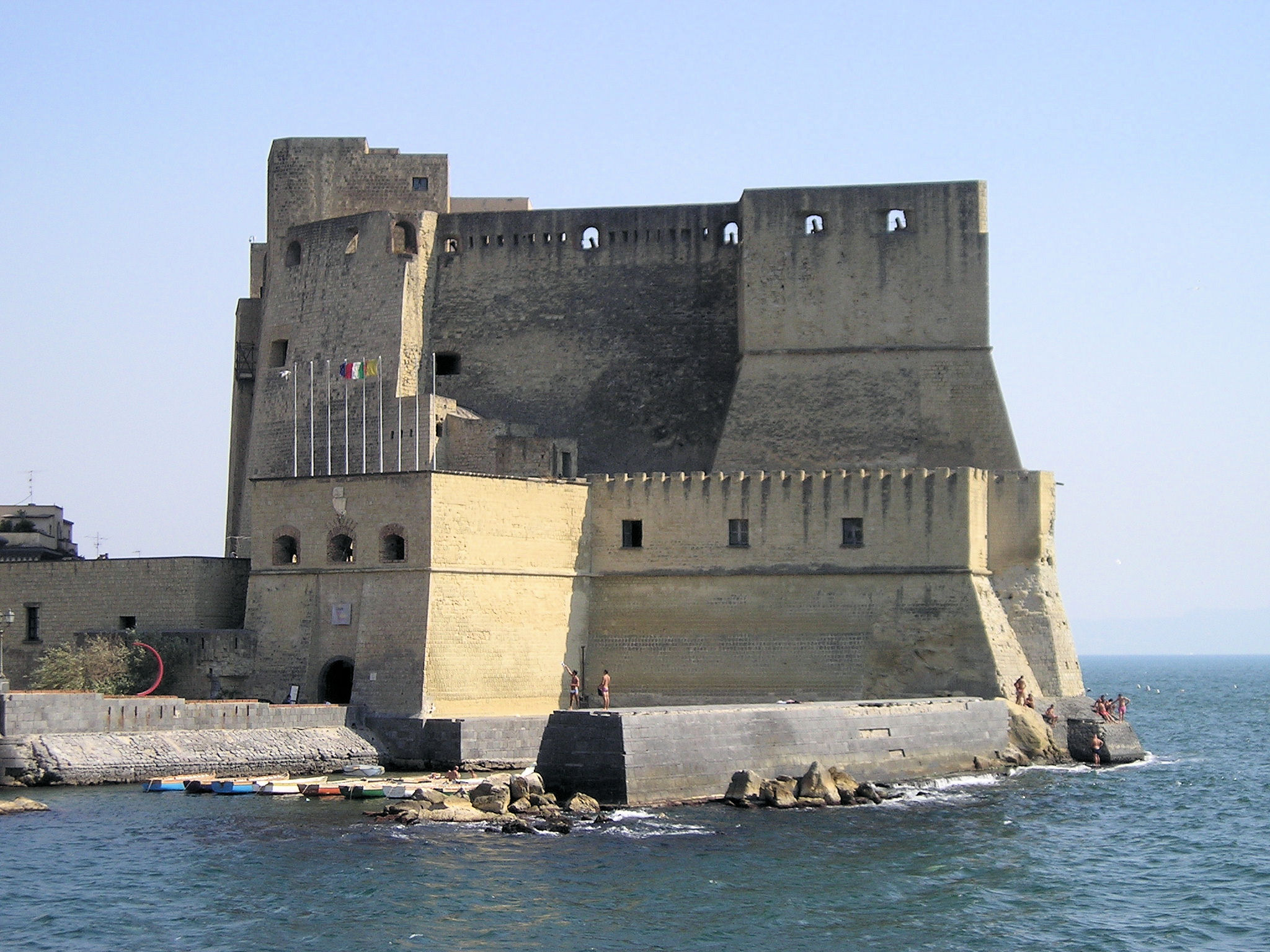
O Castelo do Ovo

O castelo surge em Megáride, uma ilha de tufo (em grego, Megaris), extensão natural do monte Echia, a qual estava unida à terra firme por um istmo rochoso. Pensa-se que tenha sido aquele o ponto de desembarque dos cumanos, os quais, logo no século VII a.C., fundariam o primeiro núcleo de Palepoli, a futura Nápoles. Os primeiros assentamentos datam, portanto, dessa época.
No século I a.C., Lúcio Licínio Lúculo adquiriu na zona um fundo muito vasto (que segundo algumas hipóteses ia de Pizzofalcone até Pozzuoli) e na ilhota construiu uma esplêndida villa, que entre outros luxos era dotada - além duma riquíssima biblioteca - de viveiros de moreias, e enriquecida por novidades agro-alimentares como os peixes importados da Pérsia e os prunus avium feitos chegar de Cerasunto.
A memória desta propriedade perdurou no nome de Castelo Luculano (Castellum Lucullanum) que o sítio manteve até à era tardo-romana.
Em tempos mais obscuros para o Império - meados do século V - a villa foi fortificada por Valentiniano III, tendo-lhe tocado a sorte de hospedar o, já deposto, último Imperador de Roma, Rómulo Augusto, em 476.
Já no fim do século V, instalaram-se na ilhota monges basilianos, chamados da Panónia por uma matrona Bárbara, com as relíquias do Abade Severino. Alojados inicialmente em celas dispersas (chamadas de romitori basiliani), os monges adoptaram no século VII a Regra de São Bento e criaram um importante escritório (scriptorium), tendo provavelmente à disposição tudo o que restava da biblioteca luculana.

### Idade Média: Normandos, Suevos e Angevinos

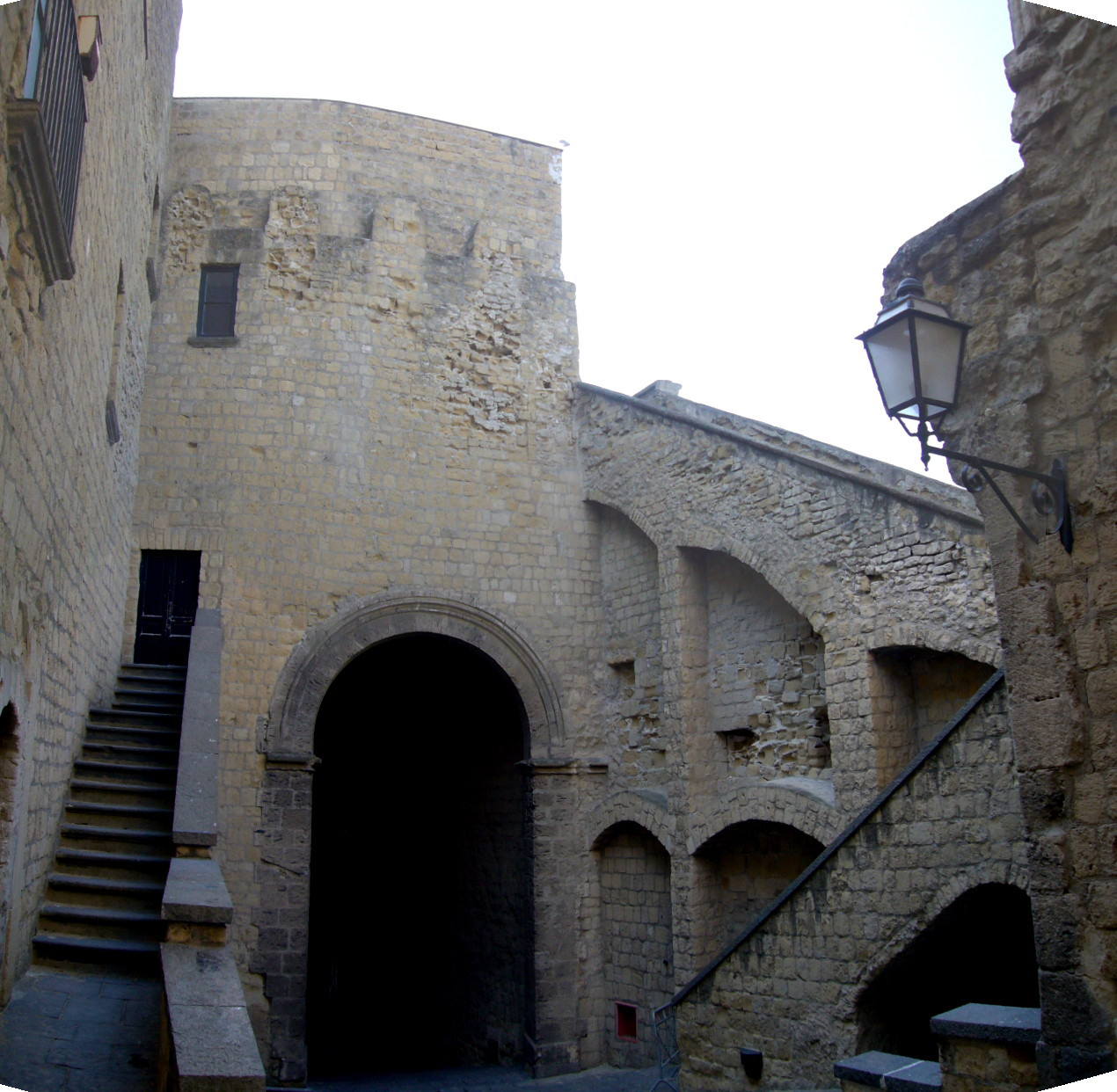
Entrada na Torre Normandia

O complexo conventual foi, porém, arrasado no início do século X pelos Duques de Nápoles, para evitar que aqui se fortificassem os sarracenos, usando-o como base para a invasão da cidade, enquanto os monges se retiravam para a colina de Pizzofalcone. Todavia, num documento de 1128 vem novamente citada uma fortificação, denominada Arx Sancti Salvatoris pela igreja que aqui haviam construído os monges.

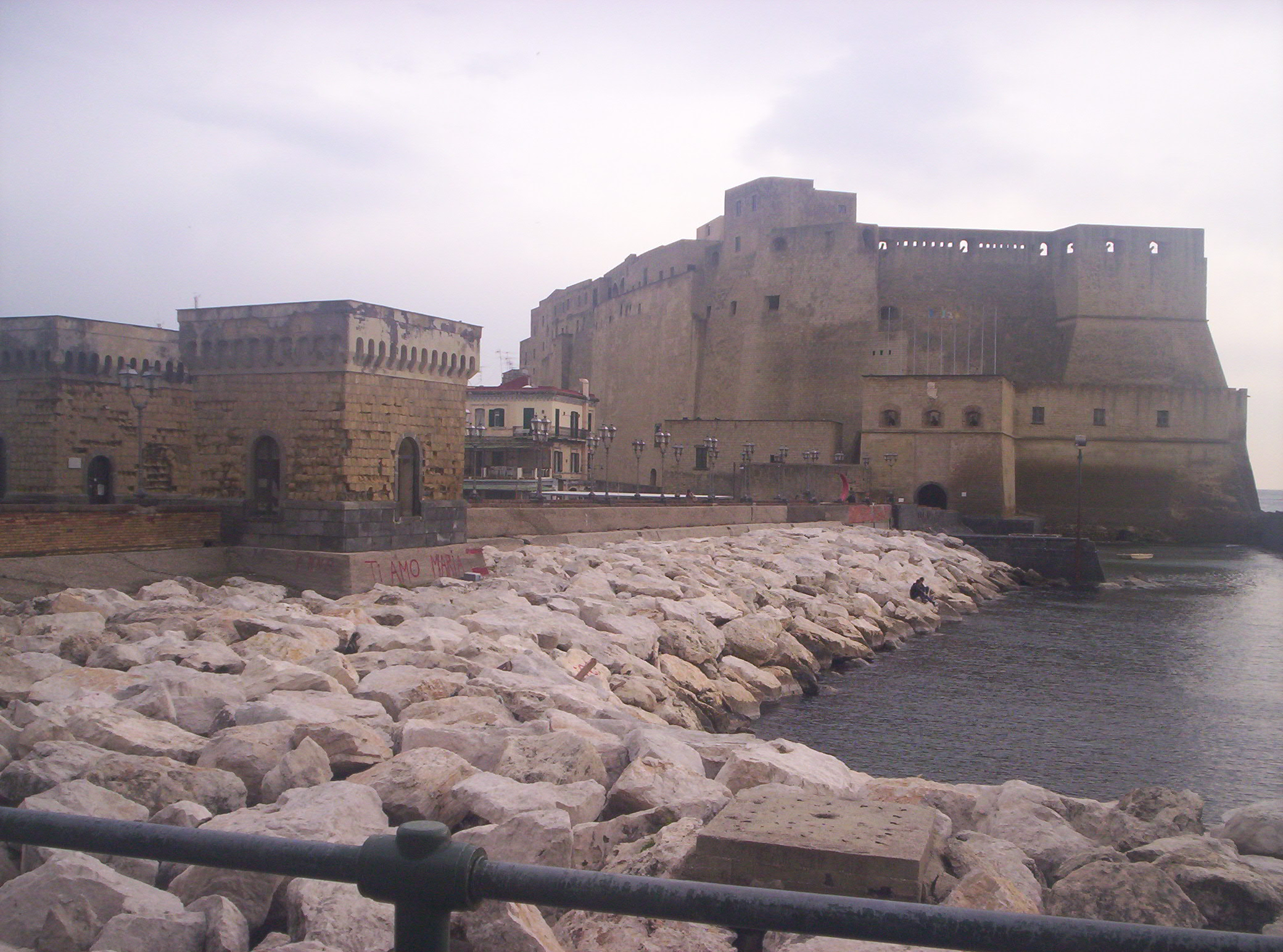
Vista geral do castelo

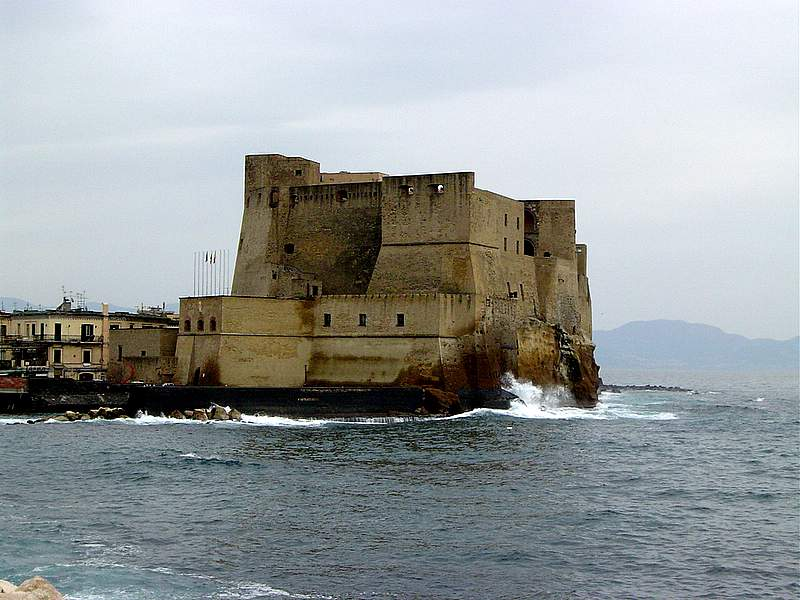
Vista geral do castelo

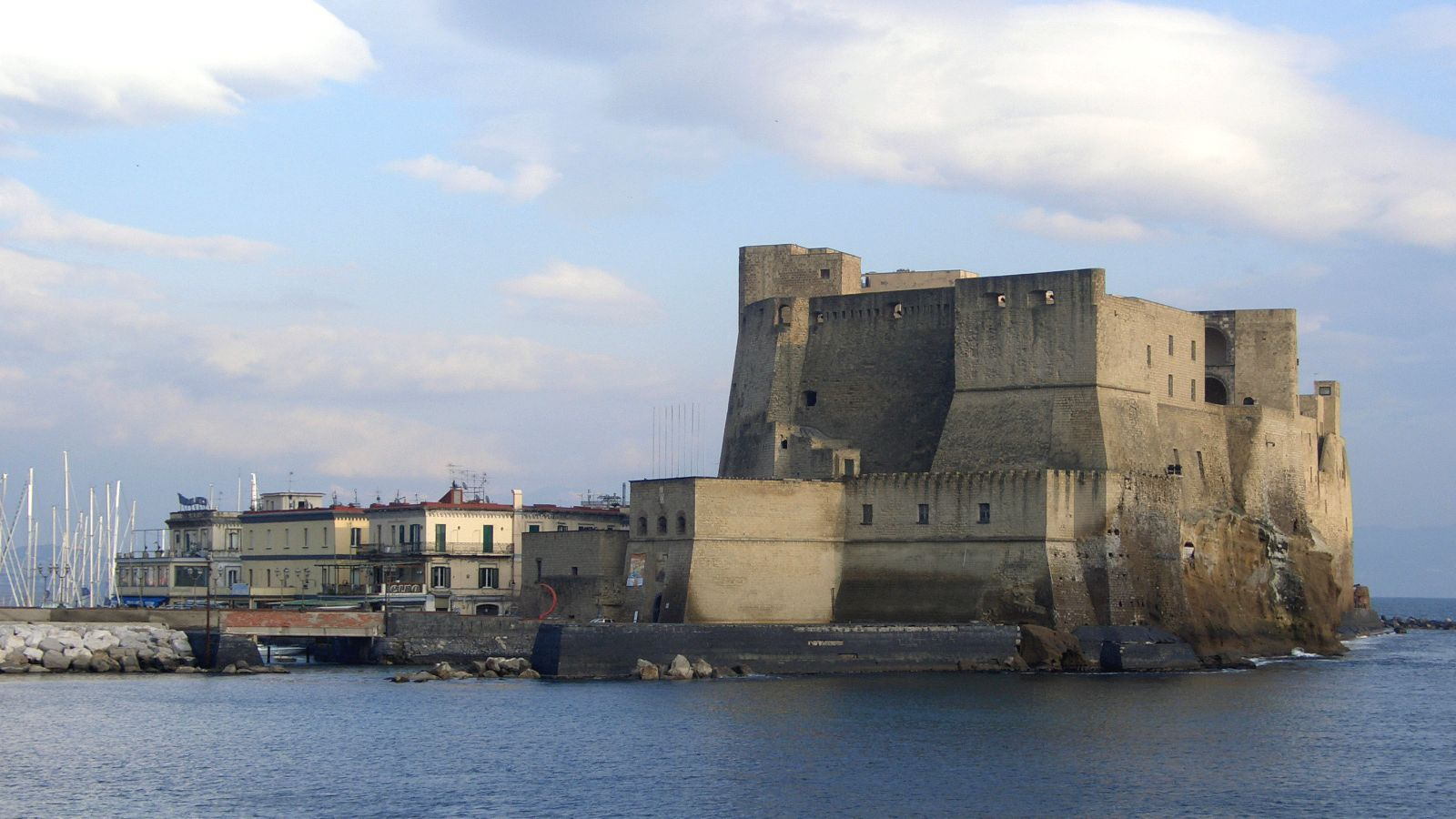
Vista geral do castelo

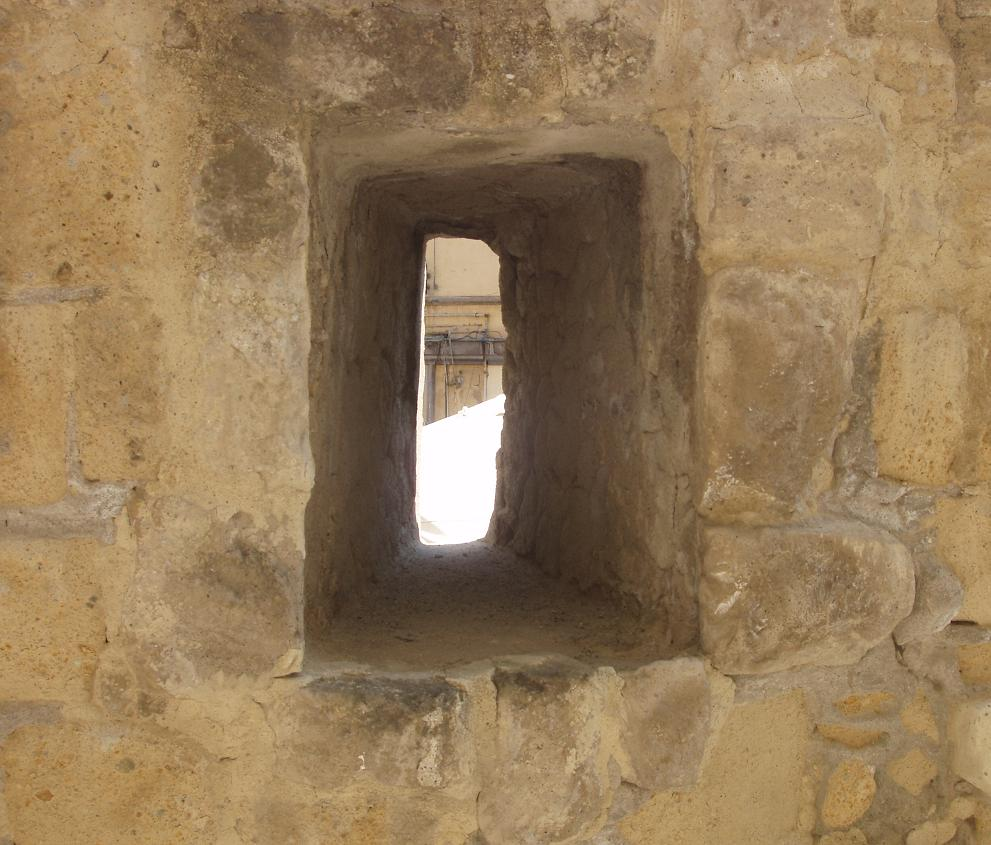
Detalhe da muralha

Rogério o Normando, tendo conquistado Nápoles em 1140, fez do Castelo do Ovo a sua própria sede e, com os normandos, iniciou um programa de fortificação sistemático do sitio, que teve na Torre Normandia o seu primeiro baluarte, sendo ali que drapejavam as bandeiras.
Com a passagem do reino aos suevos, através de Constança da Sicília, o Castelo do Ovo foi posteriormente fortificado, em 1222, por Frederico II do Sacro Império Romano-Germânico, que fez dele a sede do tesouro real e mandou construir outras torres - a Torre de Culeville, a Torre Mestra e a Torre do Meio.
O Rei Carlos I de Anjou instalou a corte no Castel Nuovo (também conhecido como Maschio Angioino). Manteve, todavia, no Castelo do Ovo - que mesmo neste período começa a ser denominado de Chateau de l'Oeuf ou Castrum Ovi incantati - os bens a guardar no lugar melhor fortificado: deste modo, fez ali a residência da família, providenciando numerosos restauros e modificações, e ali manteve o tesouro real. Neste período, o castelo também serviu de prisão de Estado: aqui esteve detido Conradino da Suábia antes de ser decapitado na Piazza del Mercato, e os filhos de Manfredo da Sicília e da Rainha Elena Ducas.
Depois do evento sísmico que em 1370 havia feito desmoronar o arco natural que constituía o istmo, a Rainha Joana fê-lo reconstruir em alvenaria, restaurando também os edifícios normandos. Depois de ter habitado o castelo coo soberana, a rainha foi aqui aprisionada pelo seu infiel primo Carlos de Durazzo, antes de acabar exilada em Muro Lucano.

### Os aragoneses, os vice-reis e os Bourbons
Afonso V de Aragão, iniciador da dominação aragonesa em Nápoles (1442–1503), trouxe ao castelo novas reestruturações, enriquecendo o palácio real, renovando o cais, potenciando as estruturas defensivas e abaixando as torres.
Em 1503, o cerco de Fernando o Católico demoliu definitivamente o que restava das torres. O castelo foi, então, mais uma vez reestruturado massivamente, assumindo a forma que apresenta actualmente. Mudados os sistemas de armamento - das armas de lanço e de jacto às bombardas - foram reconstruídas as torres octogonais, espessadas as muralhas, e as estruturas defensivas deixaram de ser orientadas para o mar e passaram a sê-lo para terra.
Durante o reinado dos Vice-reis espanhóis, o castelo perdeu completamente as funções de residência real e, a partir do século XVIII, também o título de "fabbrica reale", sendo destinado a funções militares de aquartelamento e posto avançado - do qual os espanhóis bombardearam a cidade durante os motins de Masaniello - e de prisão, onde esteve recluso, entre outros, o filósofo Tommaso Campanella, antes de ser condenado à morte, e, já no século XIX, numerosos jacobinos, carbonários e liberais, entre os quais Carlo Poerio, Luigi Settembrini e Francesco De Sanctis.

### DoRisorgimentoà actualidade
Durante a primeira grande especulação imobiliária que, com o nome de "Risanamento", mudou a face de Nápoles depois do Risorgimento, um projecto da Associação dos Cientistas, Escritores e Artistas, de 1871, previa mesmo a demolição do castelo para dar lugar a um novo rione (divisão administrativa). Tendo escapado ao perigo, o edifício permaneceu na posse do território e praticamente em estado de abandono até ao início dos restauros, em 1975.
Actualmente está anexado ao Borgo Santa Lucia, o histórico rione de Nápoles, e é visitável. Nas grandes salas realizam-se mostras, convénios e manifestações. Na sua base surge a marina turística de "Borgo Marinari", animado por restaurantes e bares, sede histórica de algumas das mais prestigiados clubes náuticos napolitanos.